# 比格霍尔战役
比格霍尔战役，又称大洞战役（英语：Battle of the Big Hole）。它是内兹珀斯战争期间，美国陆军和美洲原住民的内兹珀斯部落之间在1877年8月9-10日在蒙大拿打的一场战役。双方都遭受了重大的伤亡。内兹珀斯人以良好的秩序从战场撤离，继续他们漫长的且战且退的征程，以企图最终到加拿大避难。

## 背景

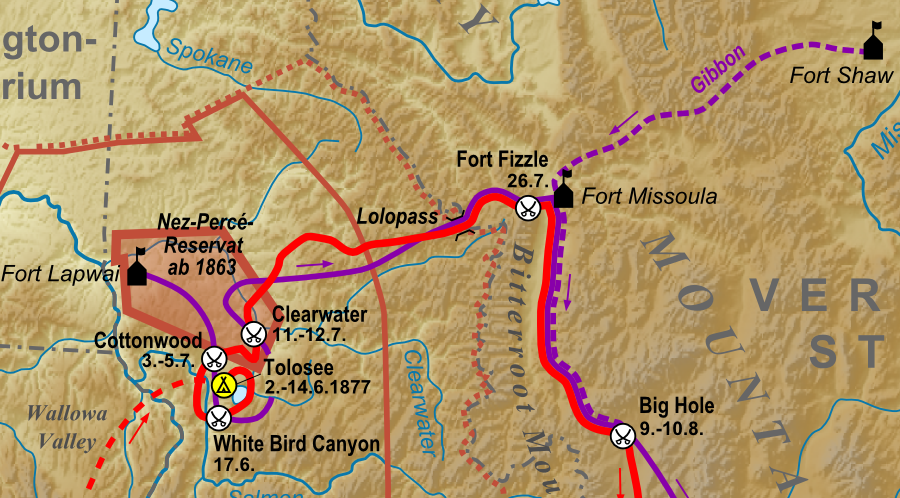
内兹珀斯人（红）与美军（紫）来到比格霍尔战役的路线。霍华德将军的路线以实线显示，吉本的以虚线显示。

在克利尔沃特战役之后，内兹珀斯人的首领们领导他们的人民进行了一场大规模的、漫长的艰苦跋涉，以逃离奥利弗·霍华德将军的士兵。内兹珀斯人通过崎岖的洛洛通道，从爱达荷穿越到了蒙大拿。经过了在7月28日在白忙堡的一场短暂的对抗之后，内兹珀斯人进入了比特鲁特谷（“苦根谷”）并继续南下。玻璃镜似乎已经从山雷酋长那里夺取了领导权。玻璃镜向比特鲁特谷的白人拓荒者们承诺，内兹珀斯人将会没有暴力地通过他们的山谷，并且他们确实如此做到了，甚至还从白人商人们那里交易与购买了补给品。
玻璃镜劝内兹珀斯人说，霍华德将军在后面很远的地方并且蒙大拿的公民们并不想要和他们发生战争。如此，他们从容不迫地前行并且几乎没什么防备措施——既不派出侦察兵，也不设置警戒哨来保卫他们的营地。他们离开了比特鲁特谷，穿过了一条山脉，并在比格霍尔盆地扎营，暂停下来以在附近的森林里获取木材来补充他们的圆锥帐篷的支撑杆。内兹珀斯人总人数约750人，其中勇士约200人。
在内兹珀斯人不知情的情况下，约翰·吉本上校已带着161名军官与士兵和一门榴弹炮离开了肖堡。跟随着内兹珀斯人的踪迹，他又在比特鲁特谷集合了45名平民志愿兵。在8月8日，吉本探到了内兹珀斯人在比格霍尔的营地。当晚，吉本经由陆地，向内兹珀斯营地行进，于黎明时抵达那里。他让他的12磅重的迫击炮和一支运输队列跟在后面，留了20名士兵保卫他们。他的命令是不要俘虏，也不要谈判。他已前来与内兹珀斯人战斗。

## 战役

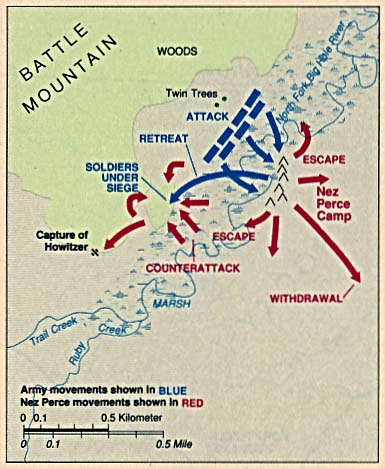
比格霍尔战役地图

内兹珀斯人的营地由89个圆锥帐篷以V字形组成。在吉本的地点与内兹珀斯人的营地之间，是比格霍尔河的齐腰深的北岔流。柳树沿河而列。吉本的士兵在黎明时步行接近内兹珀斯人的营地。他们遇见了一名老内兹珀斯男子并杀死了他。士兵们渡过了河流并冲进了村庄，之后开始对着圆锥帐篷里面射击，而此时大多数内兹珀斯人仍在睡觉。印第安人吃了一惊并且四散逃命。吉本的士兵不加区别地对男人、女人及儿童射击——不过据说其中一些女人已经拿起了武器并朝士兵们还击。不过，率领吉本的左翼的詹姆斯·H·布拉德利（James H. Bradley）中尉在战斗开始不久就阵亡了。失去领导者后，他们的士兵们并没有继续前进，使得村庄北部未被占领，让内兹珀斯人有了一个庇护所和重新集结点。
吉本不希望他的军队被分散，所以他让他的士兵停止了追击，并命令他们烧掉这些圆锥帐篷。结果这很难做到，而这样的暂停却给了内兹珀斯人重新组合的时间。白鸟与玻璃镜在村庄相对的两头重新集结他们的人。两位首领的嗓音也被士兵们听到了。内兹珀斯人开始从掩蔽点开火还击。吉本的马被击中，他本人腿部受伤，而别的一些士兵则被打死了。通常情况下，内兹珀斯人的枪法是很出色的——然而根据勇士黄狼所说，大多数内兹珀斯勇士还没带上他们的武器就逃走了，只有很少的人有武器。
在吉本进入村庄二十分钟后，他意识到他正在一个“难以防守的据点”。于是他命令撤退，渡过河流，到一个树木茂盛的地区去。该地区有300或400码远，在村庄的视野之外。士兵们在那里挖了步兵射击掩体并建造了由岩石和原木组成的障碍。就在此时此刻，吉本的榴弹炮出现在了战场上，并徒劳无益地射了两三发。内兹珀斯人杀死了或弄伤了大多数的榴弹炮组的士兵。他们没来得及拆掉这门炮就丢弃了它。

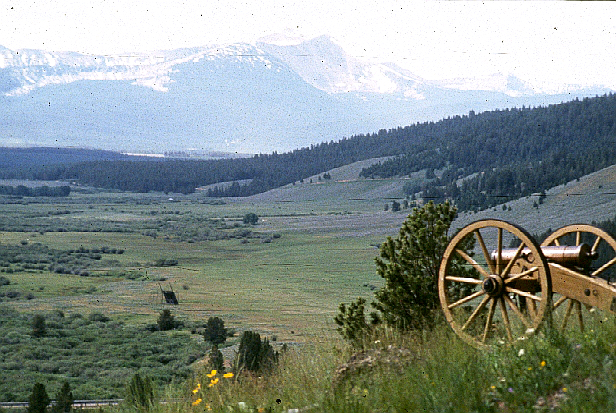
比格霍尔战场

尽管内兹珀斯人也许在数量上没有吉本的人多，但是吉本却相信内兹珀斯人更多。他害怕内兹珀斯人，担心他们恐怕会横行于自己的阵地。但是内兹珀斯人没有这样做，而是让这场战斗平息为了一场狙击决斗，决斗双方是阿蛙率领的60名内兹珀斯人和美军士兵们。内兹珀斯人已经收集了士兵们在撤退时丢下的武器和弹药。在某一时刻，内兹珀斯人生起了火，打算把士兵们从他们的阵地烧出来，但是风却转向了，大火反倒将他们自己烧了出来。当天下午，这些内兹珀斯人继续狙击美军士兵，而他们的妇女们则负责收拾后方，聚集马群，并向南出发，行走大约18英里的路程以到莱克溪（Lake Creek，“湖溪”）扎营——这次有了防御工事。
吉本在当晚有着一些严重的问题。除了一匹死马，他的士兵没有别的食物，也没有水，并且还有许多重伤士兵要照顾。志愿兵们悄悄地穿过了印第安人的战线，从河里获取了一点水。一些平民志愿兵已经打了够多的仗并且溜走了。吉本派出传令兵去搜寻跟随着他的霍华德将军的大得多的军队并请求立刻来接替。次日，8月10日，20或30名内兹珀斯狙击手让士兵们一整天都躲藏在他们的防御工事里。内兹珀斯人勇士们在当晚离开，丢下了吉本和他的士兵们，让他们孤单而又不能动地留在了战场上。霍华德将军和一支由29名骑兵与17名班诺克侦察兵组成的先头部队经过了一天一夜的71英里的骑行之后，在次日早晨找到了吉本。

## 伤亡

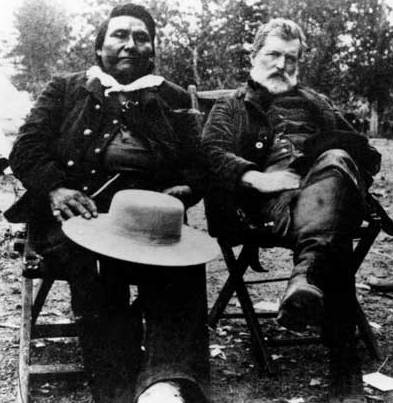
山雷酋长与吉本上校于1889年在比格霍尔战场遗址再度会面。

双方在这场战役的损失都很大。吉本的军队不适合追赶内兹珀斯人。吉本遭受了29死（23名士兵与6名平民志愿兵）与40伤（36名士兵与4名平民），其中2人之后还是死了。他的伤亡人员加起来超过了他军队人数的百分之三十。对于内兹珀斯人的伤亡，并没有精确的估计存在，然而他们总的死亡人数可能加起来在70人到90人之间，其中阵亡的勇士不到33人。黄狼宣称，死在战斗中的只有12名“真正的战士，但却是我们最棒的”。山雷酋长和他的兄弟阿蛙的妻子们受了伤。

## 战后
吉本在出其不意地袭击内兹珀斯人上的成功导致了玻璃镜作为领导人的威望笔直下落。他曾承诺内兹珀斯人，他们在蒙大拿会安全，然而事实上，几乎每个内兹珀斯家庭在这场战役中都遭受了损失。山雷酋长似乎已重返了他作为内兹珀斯人首要首领的角色，然而玻璃镜将继续是一名战场领袖。
对于内兹珀斯人，在这场战役中的损失是极其严重的。他们曾预期离开了爱达荷，就可以离开战争并和平地生活了。现在他们知道了所有白人都是他们的敌人，并且在未来的战斗中，他们别想期待得到宽恕。新近抵达战场的霍华德的军队继续开始从事追击行动。他们跟随山雷朝黄石国家公园而去。在8月20日的卡默斯牧草地战斗中，内兹珀斯人将再次与军队发生冲突。
这片战场被保存在了内兹珀斯国家历史公园的比格霍尔国家战场单元之中。

## 原始资料
- Dillon, Richard H. North American Indian Wars (1983)
- Greene, Jerome A. Nez Perce Summer, 1877 (2000)